# Walter Smet
Walter F. Smet SJ (* 1915; † 17. März 1977) war ein belgischer Psychologe und römisch-katholischer Geistlicher.

## Leben
Smet studierte Theologie, Philosophie und Psychologie. Hauptsächlich war er als Psychotherapeut tätig und lehrte als Außerordentlicher Professor an der Universitaire Faculteiten Sint-Ignatius Antwerpen, aus der u. a. in 2003 die neu gegründete Universität Antwerpen entstand. Smet war Jesuit und von der Katholischen Charismatischen Erneuerung (CCR) inspiriert. Er schrieb zwei Bücher über die CCR-Bewegung, die auch in deutscher Sprache erschienen: Ich mache alles neu (1975) und Ich schaffe mir ein neues Volk (1979) beim Verlag Friedrich Pustet KG. 1973 gründete er eine charismatische Gebetsgruppe in Antwerpen. Als immer mehr Gebetsgruppen entstanden, arbeitete Smet zusammen mit dem Jesuiten Paul Vrancken daran, eine organisatorische Struktur für die CCR zu schaffen. Dadurch wurde 1977 in Antwerpen ein Servicezentrum gegründet, das zunächst Goed Nieuws („Gute Nachrichten“) und später Jezus Leeft („Jesus lebt“) genannt wurde. Dieses Zentrum war im Huize Tabor („Haus Tabor“) in Tiersel untergebracht.
Smet starb 1977 an einem Herzinfarkt.

## Schriften (Auswahl)
- Liturgisch leven in de jeugdbeweging. 3 Bände. Brüssel: Vlaams verbond der Kath. Scouts, 1948–1949. OCLC 69419278
- Het Rorschach-onderzoek bij 10 à 15 jarige jongens: Handleiding en normen. Antwerpen: Standaard, 1971. 224 Seiten. ISBN 9002113862
- Ik maak alles nieuw: charismatische vernieuwing in de Kerk. Lannoo, Tielt, 1975 u. a.

- Deutsch: Ich mache alles neu: kirchliche Erneuerung im Heiligen Geist. Übertragen ins Deutsche von Hildegard Stangl. Regensburg: Pustet, 1975. 215 Seiten. ISBN 978-3-7917-0440-1

- Ik maak mij een nieuw volk: getuigenissen over charismatisch gemeenschapsleven. Tielt: Lannoo, 1975.

- Deutsch: Ich schaffe mir ein neues Volk: Zeugnisse charismatischen Gemeinschaftslebens. Übertragen ins Deutsche von Annegret Baum. Regensburg: Pustet, 1979. 192 Seiten. ISBN 978-3-7917-0585-9

- Nouvelles expériences de Pentecôte: USA: cinq communautés charismatiques. Separatdruck aus: Courrier communautaire international, 1974. OCLC 902500979

- Comunidades carismáticas: el testimonio insólito de una renovación cristiana. Aus dem Französischen ins Spanische übersetzt von Rodolfo Puigdollers. Barcelona: Edit. Roma, 1979. 204 Seiten. ISBN 9788435601634